# Boksen op de Olympische Zomerspelen 1980
Boksen is een van de sporten die beoefend werden tijdens de Olympische Zomerspelen 1980 in Moskou.

## Mannen
Uitslagen per gewichtsklasse: 

### Lichtvlieggewicht (tot 48 kg)
| rang   | sporter          | land |
| ------ | ---------------- | ---- |
| Goud   | Sjamil Sabirov   | URS  |
| Zilver | Hipólito Ramos   | CUB  |
| Brons  | Ismail Moestafov | BUL  |
| Brons  | Li Byong-Uk      | PRK  |
| 5      | György Gedó      | HUN  |
| 5      | Dietmar Geilich  | GDR  |
| 5      | Dumitru Şchiopu  | ROU  |
| 5      | Ahmed Siad       | ALG  |

### Vlieggewicht (tot 51 kg)
| rang   | sporter                | land |
| ------ | ---------------------- | ---- |
| Goud   | Petar Lesov            | BUL  |
| Zilver | Viktor Mirosjnitsjenko | URS  |
| Brons  | Hugh Russell           | IRL  |
| Brons  | János Váradi           | HUN  |
| 5      | Gilberto Roman         | MEX  |
| 5      | Daniel Radu            | ROU  |
| 5      | Henryk Średnicki       | POL  |
| 5      | Yo Ryon-Sik            | PRK  |

### Bantamgewicht (tot 54 kg)
| rang   | sporter                 | land |
| ------ | ----------------------- | ---- |
| Goud   | Juan Bautista Hernández | CUB  |
| Zilver | Bernardo Piñango        | VEN  |
| Brons  | Michael Anthony         | GUY  |
| Brons  | Dumitru Cipere          | ROU  |
| 5      | Geraldi Issaick         | TAN  |
| 5      | Samson Chatsjatrian     | URS  |
| 5      | John Siryakibbe         | UGA  |
| 5      | Daniel Zaragoza         | MEX  |

### Vedergewicht (tot 57 kg)
| rang   | sporter              | land |
| ------ | -------------------- | ---- |
| Goud   | Rudi Fink            | GDR  |
| Zilver | Adolfo Horta         | CUB  |
| Brons  | Krzysztof Kosedowski | POL  |
| Brons  | Viktor Rybakov       | URS  |
| 5      | Tzacho Andreikovski  | BUL  |
| 5      | Sydney dal Rovere    | BRA  |
| 5      | Winfred Kabunda      | ZAM  |
| 5      | Luis Pizarro         | PUR  |

### Lichtgewicht (tot 60 kg)
| rang   | sporter             | land |
| ------ | ------------------- | ---- |
| Goud   | Ángel Herrera       | CUB  |
| Zilver | Viktor Demjanenko   | URS  |
| Brons  | Kazimierz Adach     | POL  |
| Brons  | Richard Nowakowski  | GDR  |
| 5      | Galsandorj Batbileg | MGL  |
| 5      | George Gilbody      | GBR  |
| 5      | Jordan Lessov       | BUL  |
| 5      | Florin Livadaru     | ROU  |

### Halfweltergewicht (tot 63.5 kg)
| rang   | sporter           | land |
| ------ | ----------------- | ---- |
| Goud   | Patrizio Oliva    | ITA  |
| Zilver | Serik Konakbajev  | URS  |
| Brons  | José Aguilar      | CUB  |
| Brons  | Tony Willis       | GBR  |
| 5      | Farouk Jawad      | IRQ  |
| 5      | William Lyimo     | TAN  |
| 5      | José Angel Molina | PUR  |
| 5      | Ace Rusevski      | YUG  |

### Weltergewicht (tot 67 kg)
| rang   | sporter            | land |
| ------ | ------------------ | ---- |
| Goud   | Andrés Aldama      | CUB  |
| Zilver | John Mugabi        | UGA  |
| Brons  | Karl-Heinz Krüger  | GDR  |
| Brons  | Kazimierz Szczerba | POL  |
| 5      | Memet Bogujevic    | YUG  |
| 5      | Ionel Buduşan      | ROU  |
| 5      | Joseph Frost       | GBR  |
| 5      | Plamen Jankov      | BUL  |

### Halfmiddengewicht (tot 71 kg)
| rang   | sporter                   | land |
| ------ | ------------------------- | ---- |
| Goud   | Armando Martínez          | CUB  |
| Zilver | Aleksandr Kosjkin         | URS  |
| Brons  | Ján Franek                | TCH  |
| Brons  | Detlef Kästner            | GDR  |
| 5      | Francisco Carlos de Jesus | BRA  |
| 5      | Wilson Kaoma              | ZAM  |
| 5      | Leonidas Njunwa           | TAN  |
| 5      | Nick Wilshire             | GBR  |

### Middengewicht (tot 75 kg)
| rang   | sporter           | land |
| ------ | ----------------- | ---- |
| Goud   | José Gómez        | CUB  |
| Zilver | Viktor Savtsjenko | URS  |
| Brons  | Jerzy Rybicki     | POL  |
| Brons  | Valentin Silaghi  | ROU  |
| 5      | Jang Bong-Mun     | PRK  |
| 5      | Mark Kaylor       | GBR  |
| 5      | Peter Odhiambo    | UGA  |
| 5      | Manfred Trauten   | GDR  |

### Halfzwaargewicht (tot 81 kg)
| rang   | sporter          | land |
| ------ | ---------------- | ---- |
| Goud   | Slobodan Kačar   | YUG  |
| Zilver | Paweł Skrzecz    | POL  |
| Brons  | Herbert Bauch    | GDR  |
| Brons  | Ricardo Rojas    | CUB  |
| 5      | Georgica Donici  | ROU  |
| 5      | David Kvatsjadze | URS  |
| 5      | Michael Madsen   | DEN  |
| 5      | Geoffrey Pike    | AUS  |

### Zwaargewicht (boven 81 kg)
| rang   | sporter           | land |
| ------ | ----------------- | ---- |
| Goud   | Teófilo Stevenson | CUB  |
| Zilver | Pjotr Zajev       | URS  |
| Brons  | Jürgen Fanghänel  | GDR  |
| Brons  | István Lévai      | HUN  |
| 5      | Francesco Damiani | ITA  |
| 5      | Grzegorz Skrzecz  | POL  |
| 5      | Petar Stoimenov   | BUL  |
| 5      | Anders Eklund     | SWE  |

## Medaillespiegel
| rang   | land              | goud | zilver | brons | totaal |
| ------ | ----------------- | ---- | ------ | ----- | ------ |
| 1      | Cuba              | 6    | 2      | 2     | 10     |
| 2      | Sovjet-Unie       | 1    | 6      | 1     | 8      |
| 3      | DDR               | 1    | 0      | 5     | 6      |
| 4      | Bulgarije         | 1    | 0      | 1     | 2      |
| 5      | Italië            | 1    | 0      | 0     | 1      |
| 5      | Joegoslavië       | 1    | 0      | 0     | 1      |
| 7      | Polen             | 0    | 1      | 4     | 5      |
| 8      | Oeganda           | 0    | 1      | 0     | 1      |
| 8      | Venezuela         | 0    | 1      | 0     | 1      |
| 10     | Hongarije         | 0    | 0      | 2     | 2      |
| 10     | Roemenië          | 0    | 0      | 2     | 2      |
| 12     | Guyana            | 0    | 0      | 1     | 1      |
| 12     | Ierland           | 0    | 0      | 1     | 1      |
| 12     | Noord-Korea       | 0    | 0      | 1     | 1      |
| 12     | Tsjecho-Slowakije | 0    | 0      | 1     | 1      |
| 12     | Groot-Brittannië  | 0    | 0      | 1     | 1      |
| totaal | totaal            | 11   | 11     | 22    | 44     |